# Ballochia
Ballochia là chi thực vật có hoa trong họ Acanthaceae.